# Susanne Blakeslee
Susanne Blakeslee (Los Angeles, 27 de gener de 1956), també coneguda com a Susan Blakeslee, Suzanne Blakeslee o Suzanne Blakesley, és una actriu de doblatge i actriu de teatre musical estatunidenca. És coneguda per ser la veu de Wanda a la sèrie de dibuixos animats The Fairly OddParents del canal Nickelodeon. El 2012, Blakeslee va guanyar el premi Ovation a Millor actriu en un musical per Forbidden Broadway Greatest Hits, volum 2.

## Filmografia

### Sèries
| Any          | Títol                            | Personatge                         | Notes |
| ------------ | -------------------------------- | ---------------------------------- | ----- |
| 1998         | Oh Yeah! cartoons                | Wanda / Okra / Mama                | veu   |
| 1998         | I Am Weasel                      | Loulabelle / Os Polar              | veu   |
| 1998         | Cow and Chicken                  | Loulabelle / Os Polar              | veu   |
| 2001         | Mickey's House of Villains       | Cruella de Vil                     | veu   |
| 2001         | La llegenda de Tarzan            | Kala                               | veu   |
| 2001-2002    | House of Mouse                   | Cruella de Vil                     | veu   |
| 2005-2007    | American dragon: Jake Long       | Directora Derceto                  | veu   |
| 2008-2010    | The Secret Saturdays             | Rani Nagi / Dr. Miranda Grey       | veu   |
| 2010-2011    | Kick Buttowski: Suburban Darevil | Bibliotecària                      | veu   |
| 2011-2013    | Winx Club                        | Griselda                           | veu   |
| 2001-present | The Fairly OddParents            | Wanda / Blonda / Anti-Wanda / Mama | veu   |

### Pel·lícules
| Any  | Títol                                            | Personatge                | Notes |
| ---- | ------------------------------------------------ | ------------------------- | ----- |
| 2004 | The Jimmy Timmy Power Hour                       | Wanda                     | veu   |
| 2006 | The Jimmy Timmy Power Hour 2: When Nerds Collide | Wanda / Anti-Wanda / Mama | veu   |
| 2006 | The Fairly OddParents in Fairy Idol              | Wanda / Fada / Mama       | veu   |
| 2006 | The Jimmy Timmy Power Hour 3: The Jerkinators    | Cosmo i Wanda / Mama      |       |
| 2007 | Shrek Tercer                                     | Larry                     |       |
| 2010 | Tangled                                          | Veus addicionals          | veu   |
| 2011 | A Fairly Odd Movie: Grow Up, Timmy Turner!       | Wanda                     | veu   |
| 2012 | A Fairly Odd Christmas                           | Wanda                     | veu   |